# Okręglica (powiat kielecki)
Okręglica – kolonia w Polsce położona w województwie świętokrzyskim, w powiecie kieleckim, w gminie Łagów.